# Edgar Fonseca
Edgar Fonseca (Duitama, Boyacá, 6 de marzo de 1981) es un ciclista de ruta colombiano que compite actualmente para el equipo Lotería de Boyacá - Empresa de Energía de Boyacá.

## Equipos
- Aficionado

2011:Boyacá Orgullo de América
2012:Lotería de Boyacá - Empresa de Energía de Boyacá

## Palmarés
2005
- 1.º en la 2.º etapa de la Clásica del Meta

2008
- 1.º en la 5.º etapa de la Vuelta a Colombia

2009
- 1.º en la 8.º etapa de la Vuelta a Chiriquí

2011
- 1 etapa de la Vuelta a Venezuela

2012
- 1.º en la 2.º etapa del Clásico RCN

2013
- 1.° Prueba por puntos Campeonato Nacional de Colombia

2014
- 1.° Prueba por puntos Campeonato Nacional de Colombia